# Alfred Baum (Jurist)
Alfred Baum (* 9. November 1881 in Tarnowitz, Oberschlesien; † 15. Juni 1967 in Zürich) war ein deutscher Rechtsanwalt, der insbesondere für die internationale Schallplattenindustrie arbeitete.

## Leben
Baum studierte Rechtswissenschaft an der Schlesischen Friedrich-Wilhelms-Universität Breslau und legte 1906 das Erste Staatsexamen ab.
Nach der zweiten Staatsprüfung wurde er Rechtsanwalt und arbeitete als Syndicus u. a. für die Deutsche Grammophon und Polydor. Nach der Machtergreifung wurde er verfolgt, weil er jüdischer Abstammung war. Ein antisemitischer Angriff vom 10. April 1933 ist verbürgt. Dabei denunzierte ihn der  Dirigent und Präsident der Preußischen Akademie der Künste Max von Schillings in einem Schreiben an den preußischen Justizminister als „Juden“, um seine Entlassung als Anwalt zu erreichen. Denn die Nationalsozialisten hatten gerade am 7. April beschlossen, Juden die Zulassung zum Anwaltsberuf zu entziehen.

Baum musste kurze Zeit  später vor dem NS-Regime in die Schweiz fliehen. Dort trat er eine Tätigkeit bei der International Federation of the Phonographic Industry an, für die er in den kommenden Jahren zahlreiche Musterprozesse um die Aufführungsrechte an Schallplatten in verschiedenen Staaten führte. Der Grund war, dass Rundfunkgesellschaften in verschiedenen Ländern Schallplattenaufnahmen von Künstlern gesendet hatten, ohne das Urheberrecht der Künstler und der Firmen zu beachten. Der erfolgreiche Abschluss dieser Prozesse führte in diesen Ländern dazu, dass die Schallplattenproduzenten einen Anspruch auf Tantiemen gegen die Rundfunkanstalten erwarben, wenn diese ihre Tonträger in ihrem Programm verwendeten. Da der Rundfunk in Deutschland staatlich war, musste Baum gegen das nationalsozialistische Deutschland klagen. Ein solcher Urheberrechtsanspruch war in der deutschen Rechtswissenschaft umstritten gewesen, denn die NS-Rechtswissenschaft vertrat die Ansicht, dass bei der Verfolgung des Anspruch des Urhebers eines Kunstwerkes „natürliche Grenzen zu beachten seien“, die dem Künstler durch seine „ideelle Verbindung mit der Volksgemeinschaft gezogen“ würden. Baums schlussendlicher Erfolg vor dem Reichsgericht führte zu schweren antisemitischen Angriffen gegen ihn in der SS-Zeitschrift Das Schwarze Korps am 16. November 1936. Nach Hinweis auf die ›missliche‹ Situation, dass auf Grund des Urheberrechts Komponisten oder Musiker international organisierte Schallplattenfirmen über Musikkonserven zu entscheiden hätten, die von „deutschen Arbeitern mit deutschen Betriebsführern in deutschen Betrieben“ hergestellt worden seien, wurde Alfred Baum angegangen, der nicht greifbar war, weil er in der Schweiz lebte:

„Eine ganz grosse Rolle ...spielt der Jude Baum....Unsere nationalen Kulturinteressen werden in die Ecke gestellt..während die Interessen der international organisierten Schallplattenfirmen, mit ihrem Juden Baum an der Spitze, durch ein deutsches Gericht fast zu Staatsinteressen erhoben werden.“

Neben seiner Tätigkeit für die Schallplattenindustrie war Baum ein Fachautor. Er schrieb viele Publikationen zum internationalen Urheberrecht. Zum Recht der Tonträgerhersteller veröffentlichte er Beiträge in GRUR, UFITA und Geistiges Eigentum. Er verstand sich auf die Regelungen der Berner Übereinkunft zum Schutz von Werken der Literatur und Kunst. Nach der Zeit des Nationalsozialismus erwarb er sich Verdienste um die Reform des Urheberrechtsgesetzes in Deutschland. Er starb mit 85 Jahren.
Nach Angaben von Michael Blum war Baum, der im Mai 1945 in Paris geheiratet hatte, seit Juli 1945 Rechtsberater der französischen Militärverwaltung in Baden-Baden.

## Ehrungen
- Bundesverdienstkreuz 1. Klasse (3. Januar 1957)[4]
- Großes Bundesverdienstkreuz (18. Februar 1964)[4]
- Ehrenmitglied der Deutschen Vereinigung für gewerblichen Rechtsschutz und Urheberrecht[5]

## Werke (Auswahl)
- Ueber „Konzernzeichen“, GRUR 1928, 852 ff.
- Berner Konvention und Landesgesetze [I], GRUR 1928, 684 ff.
- Berner Konvention und Landesgesetze [II], GRUR 1929, 186 ff.
- Ueber „Konzernzeichen“ und die „Selbstständigkeit des Rechts an der Marke“, GRUR 1929, 275 ff.
- Die revidierte Berner Übereinkunft und die günstigeren Landesgesetze, UFITA 3 (1930), 400 ff.
- Rundfunk und Schallplatte, GRUR 1932, 259 ff.
- Berner Konvention, Landesgesetzes und internationales Privatrecht, GRUR 1932, 921 ff., 1012 ff.
- Die Urteile in den Prozessen zwischen Rundfunk und Schallplattenindustrie und ihre Kritik, Geistiges Eigentum 3 (1937/1938), 239 ff.
- Protection of Records, Protection of Artists, and Copyright, Copyright 5 (1939/1940), 1 ff.
- Die Brüsseler Konferenz zur Revision der revidierten Berner Übereinkunft, GRUR 1949, 1 ff.
- Das Verhältnis des § 22a LUG zu Art. 13 RBÜ (Rom-Fassung), GRUR 1952, 511 ff.